# Reichenschwand
Reichenschwand è un comune tedesco di 2 262 abitanti, situato nel land della Baviera.